# Oxozon
Oxozon, cũng được gọi là "tetraoxy" là một đơn chất có công thức hóa học O4. Hợp chất này tồn tại dưới dạng chất rắn màu xanh da trời và là một dạng thù hình mới được phát hiện của oxy. Oxozon lần đầu tiên được dự đoán bởi Gilbert N. Lewis, người đã đề xuất nó nhằm giải thích cho sự sai sót của oxy lỏng tuân theo định luật Curie. Các máy tính mô phỏng chỉ ra rằng mặc dù không có phân tử O4 ổn định trong oxy lỏng, các phân tử O2 có khuynh hướng liên kết theo cặp với spin song song, tạo thành các đơn vị O4 với mật độ nhỏ.Vào năm 1999, các nhà nghiên cứu cho rằng oxy rắn tồn tại trong pha của nó (ở áp suất trên 10 GPa) là O4. Tuy nhiên, vào năm 2006, chất này được nghiên cứu bằng tinh thể học tia X, cho thấy chất ổn định này được gọi là ε-oxy hoặc oxy đỏ, nhưng thực tế chất này là O8.  Tuy nhiên, oxozon tích điện dương đã được phát hiện là một loại hóa chất có thời gian tồn tại ngắn trong các thí nghiệm khối phổ..

## Điều chế
Oxozon được điều chế bằng cách nén oxy dưới áp suất khoảng 20 GPa.

## Tính chất vật lý
Oxozon tồn tại dưới dạng chất rắn màu xanh da trời.

## Tính chất hóa học
Oxozon có tính oxy hóa mạnh hơn oxy và ozon. Một bằng chứng cho thấy oxozon có tính oxy hóa mạnh hơn oxy và ozon là oxozon oxy hóa bạc nhanh hơn so với ozon.

## Phổ sóng hấp thụ
Các dải sóng hấp thụ của phân tử O4 ở 360, 477 và 577 nm thường được sử dụng để đảo ngược aerosol trong quang phổ hấp thụ quang học khí quyển. Sự phân bố của O2, và cả O4, từ đó cũng có thể truy xuất các cấu hình sol khí mà sau đó có thể được sử dụng lại trong các mô hình truyền bức xạ để mô tả các đường sáng..